# 33538 Jaredbergen
33538 Jaredbergen este o planetă minoră (asteroid), cu un diametru de 3,805 km, din centura de asteroizi. A fost descoperită pe 17 aprilie 1999 la Experimental Test Site⁠(d) de Lincoln Near-Earth Asteroid Research. 
Obiectul prezintă o orbită caracterizată de o semiaxă mare de 2,3370471 UAi, o excentricitate de 0,05, o înclinație de 4,94541 ° în raport cu ecliptica.